# Серце… серце…
«Серце… Серце…» (азерб. «Ürək… Ürək…») — радянська художній фільм 1976 року, знятий на кіностудії «Азербайджанфільм».

## Сюжет
Фільм розповідає про розумні почуття гармонійної координації і проблеми людини, а також питання психології. Фільм присвячений актуальним питанням сучасної моралі. Герой Мурад має сім'ю і хорошу посаду, але випадково через порив настрою він дуже хоче все кинути. В глибині душі повстає то почуття любові, то почуття байдужості.

## У ролях
- Гасан Турабов — Мурад
- Любов Віролайнен — Олена
- Євген Кіндінов — Раміз
- Валентина Асланова — Солмаз
- Амілет Курбанов — Мамедов
- Фазіль Салаєв — слюсар
- Алмас Аскерова — Лала
- Ельхан Касумов — Гагаш

## Знімальна група
- Режисер — Ельдар Кулієв
- Сценарист — Рустам Ібрагімбеков
- Оператор — Аріф Наріманбеков
- Композитор — Полад Бюль-Бюль огли
- Художник — Маїс Агабеков